# Intel 4040

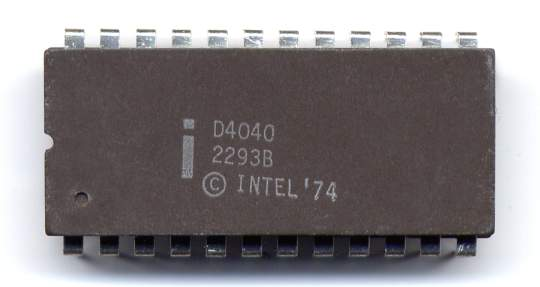
一顆Intel 4040處理器

4040是美國英特爾公司 (Intel) 的一款微處理器，它是Intel 4004的加強版，於1974年推出。它分为P系列和D系列。
4040的新增指令有中斷（Interrupt）和單步（Single Step）。并支持低功耗待机功能。
此外，它的指令集增至60個，程式記憶體（Program memory）增至8KB（13比特地址空间），資料儲存器（register）增至24個，子程式堆棧（Subroutine stack）增至7層。
4040也支援不少当时新增的晶片。